# جيمس كيرلي
جيمس كيرلي (بالإنجليزية: James Curley)‏ (و. 1796 – 1889 م) هو عالم فلك من الولايات المتحدة الأمريكية .
توفي عن عمر يناهز 93 عاماً.

## مناصب وهيئات
أدار جامعة جورجتاون.